# Drosophila albovitata
Drosophila albovitata este o specie de muște din genul Drosophila, familia Drosophilidae, descrisă de Sheng, Tan și Chen în anul 1944. Conform Catalogue of Life specia Drosophila albovitata nu are subspecii cunoscute.